# Nikostratos z Ajgaj
Nikostratos z Ajgaj (gr. Νικόστρατος) – starożytny grecki atleta żyjący w I wieku n.e., olimpijczyk. Na igrzyskach olimpijskich w roku 37 odniósł bardzo rzadkie jednoczesne zwycięstwo w pankrationie i zapasach, uzyskując prestiżowy tytuł paradoksonikes, który udało się zdobyć zaledwie siedmiu atletom w historii.
Jego postać pojawia się u Pauzaniasza (Wędrówka po Helladzie V 21,10-11) i Lukiana (Jak należy pisać historię 9), wzmiankują go także Tacyt (Dialog o mówcach 10) i Kwintylian (Kształcenie mówcy II 8,14). Pochodził z Prymnessos we Frygii, jako dziecko został jednak porwany przez piratów i sprzedany w Ajgaj w Cylicji. Człowiek który go nabył miał mieć pewnego dnia sen, w którym widział pod łóżkiem chłopca śpiącego lwa. Wizja okazała się prorocza, a Nikostratos już w młodości zaczął odnosić sukcesy w zawodach. Cechował się jakoby szpetnym wyglądem, kontrastującym z urodą niejakiego Alkajosa z Miletu – jego kochanka i zarazem rywala.